# Constantan
Le constantan est un alliage métallique constitué principalement de cuivre et de nickel, de l'ordre de 60 % à 50 % de cuivre et 40 % à 50 % en masse de nickel; Il est donc similaire au cupronickel. Son intérêt provient de la stabilité en température de sa résistivité.

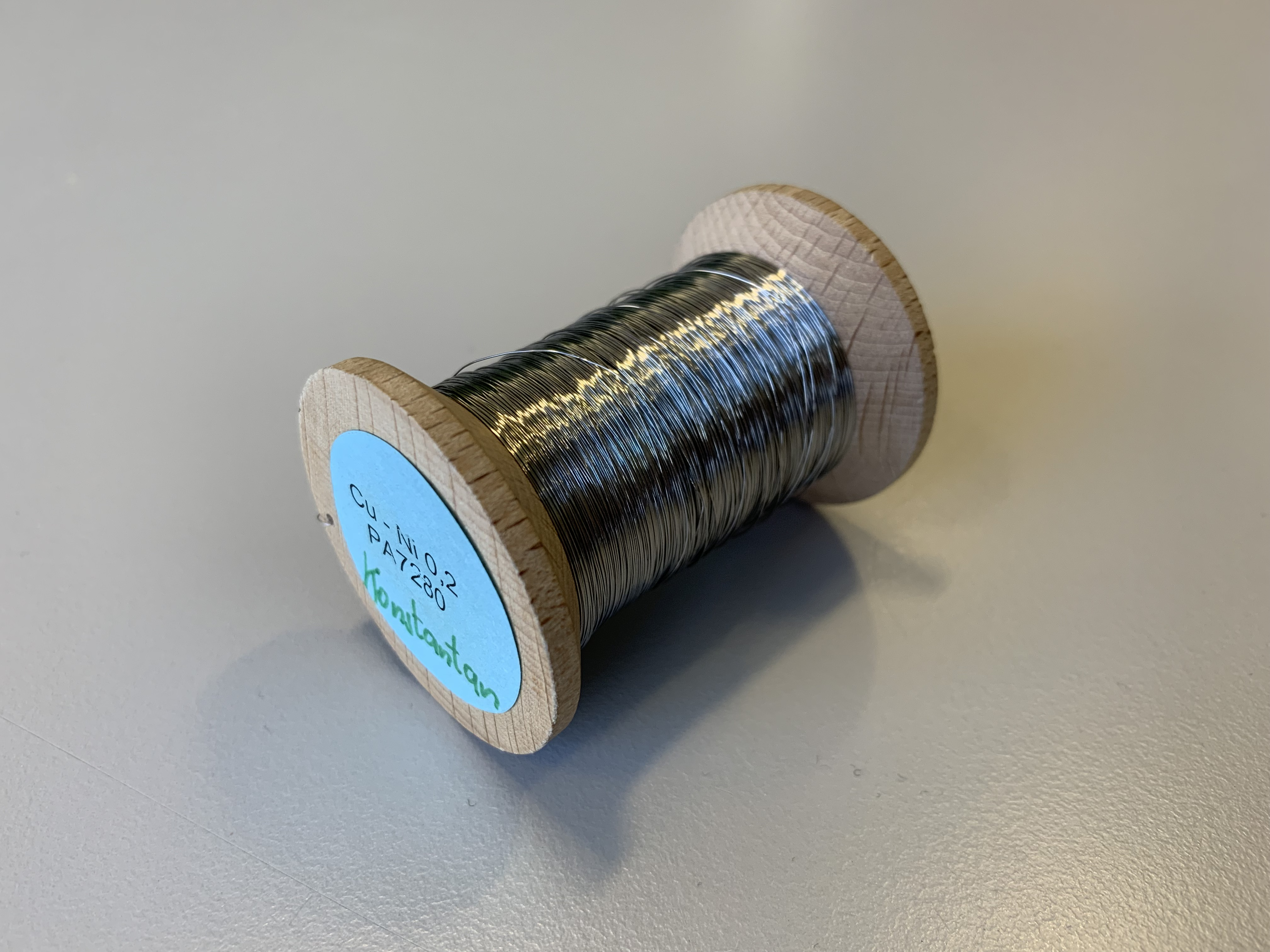
Constantan.

## Présentation sommaire
Une formule technique peut être Cu0.54Ni0.44Mn0.01Fe0.005ZnεSnέ ou simplement Cu0.60Ni0.40. Ce matériau est vendu sous forme de fils.
Sa masse volumique est voisine dans le dernier cas d'alliage simple de 8,91 g cm−3. 
Sa résistivité est quasiment indépendante de la température. C'est pourquoi il s'agit d'un alliage de choix pour l'élaboration de résistances électriques de grande précision ou de résistances de puissance. Il est utilisé dans certains shunts pour dériver un courant électrique. On utilise également cet alliage très communément dans les jauges de déformation, de pression ou d'extensométrie.
Cette caractéristique de stabilité de la résistivité n'existe que pour une proportion assez précise des deux métaux, raison pour laquelle le constantan lui-même ne fut découvert qu'au XXe siècle alors que les corps simples cuivre et nickel, le dernier devenu d'usage commun, sont des métaux isomorphes, de maille cubique à faces centrées, et parfaitement miscibles. 
Joint à d'autres métaux (platine, fer, cuivre) ou alliage (chromel), il est employé pour la réalisation de thermocouples.

## Propriétés physiques de l'alliage pur 60% Cu - 40% Ni
| Résistivité électrique à température ambiante                      | 50,0 × 10−8 Ω m  |
| Coefficient thermique de résistivité à 20 °C                       | 0,000 02 K−1     |
| Masse volumique                                                    | 8 910 kg/m3      |
| Point de fusion                                                    | 1 221 à 1 300 °C |
| Capacité calorifique massique                                      | 390 J K−1 kg−1   |
| Conductivité thermique à 23 °C                                     | 19,5 W/(m K)     |
| Coefficient de dilatation thermique linéaire entre 20 °C et 100 °C | 14,9 × 10−6 K−1  |
| Résistance à la traction                                           | 400 à 490 MPa    |
| Allongement à la rupture                                           | < 45 %           |
| Module élastique                                                   | 162 000 MPa      |